# Чкалов Валерій Павлович
Валерій Павлович Чкалов (рос. Валерий Павлович Чкалов; 20 січня (2 лютого) 1904, с. Васильово, Горьковської області — 15 грудня 1938, Москва) — радянський льотчик-випробувач, комбриг (1938), Герой Радянського Союзу (1936).

## Біографія
Народився у селі Васильово
Нижегородської губернії (нині місто Чкаловськ) в родині працівника котельні місцевих казенних майстерень. Мати померла рано, коли Валерію було 6 років.
У сім років Валерій пішов вчитися у початкову школу, потім — в училище. У 1916 році по закінченні школи батько направляє його на навчання в Череповець у технічне училище (нині БОУ СПО ВО «Череповецький лісомеханічний технікум ім. В. П. Чкалова»). У 1918 році училище було закрито, і Валерію довелося повернутися додому. Він став працювати підручним у батька, молотобійцем в кузні, а з початком навігації поступив на роботу кочегаром на землечерпалку.
У 1919 році Валерій Чкалов працював кочегаром на пароплаві «Баян» на Волзі. Того ж року пішов служити в Червону Армію. Його направили слюсарем-складальником літаків у 4-й Канавінський авіаційний парк в Нижньому Новгороді.
У 1921 році Чкалов домігся направлення на навчання до Єгорьєвської військово-теоретичної школи ВПС, після її закінчення в 1922 року відправлений на подальше навчання до Борисоглібської військової авіаційної школи льотчиків, закінчив її в 1923 році. У 1923—1924 роках, відповідно до тогочасної практики підготовки військових льотчиків, він також проходив навчання і в Московській військово-авіаційній школі вищого пілотажу, а потім у Серпуховській вищої авіаційній школі стрільби, бомбометання та повітряного бою.

### В армії
У червні 1924 року військовий льотчик-винищувач Чкалов був направлений для проходження служби в Ленінградську Червонопрапорну винищувальну авіаескадрилью імені П. Н. Нестерова (Комендантський аеродром). За час служби в ескадрильї він проявив себе як зухвалий та відважний льотчик. Здійснював ризиковані польоти, за що отримував стягнення та неодноразово був відсторонений від польотів. За легендою, один раз Чкалов навіть пролетів під мостом Рівності (Троїцьким) в Ленінграді, що, однак, документами не підтверджується. У той же час мав серйозні проблеми з дисципліною, які закінчилися великими неприємностями — 16 листопада 1925 року був засуджений військовим трибуналом до одного року позбавлення волі за бійку в п'яному вигляді, потім термін був знижений до 6 місяців.
У 1926 році 1-ша Червонопрапорна винищувальна авіаційна ескадрилья перебазується з Комендантського аеродрому на аеродром Троцька (сьогодні Гатчина), де Чкалов служить з 1926 по 1928 роки.
У 1927 у Чкалов одружився з ленінградською вчителькою Ольгою Орєховою. У березні 1928 року переведений на службу в 15-ту Брянську авіаційну ескадрилью, дружина із сином Ігорем залишилися в Ленінграді.
У Брянську Чкалов скоїв аварію, був звинувачений в повітряному молодецтві та численних порушеннях дисципліни. Вироком військового трибуналу Білоруського військового округу від 30 жовтня 1928 року Чкалов був засуджений за статтею 17 пункт «а» Положення про військові злочини і за статтею 193-17 КК РРФСР до одного року позбавлення волі, а також був звільнений з Червоної Армії. Відбував покарання недовго, за клопотанням Я. І. Алксніса та К. Є. Ворошилова менш ніж через місяць покарання було замінено на умовне та Чкалов був звільнений з Брянської в'язниці.
Будучи в запасі, на початку 1929 року Чкалов повернувся в Ленінград і по листопад 1930 року працював в Ленінградському Осоавіахімі, де керував школою планеристів і був льотчиком-інструктором.

### Льотно-випробувальна робота

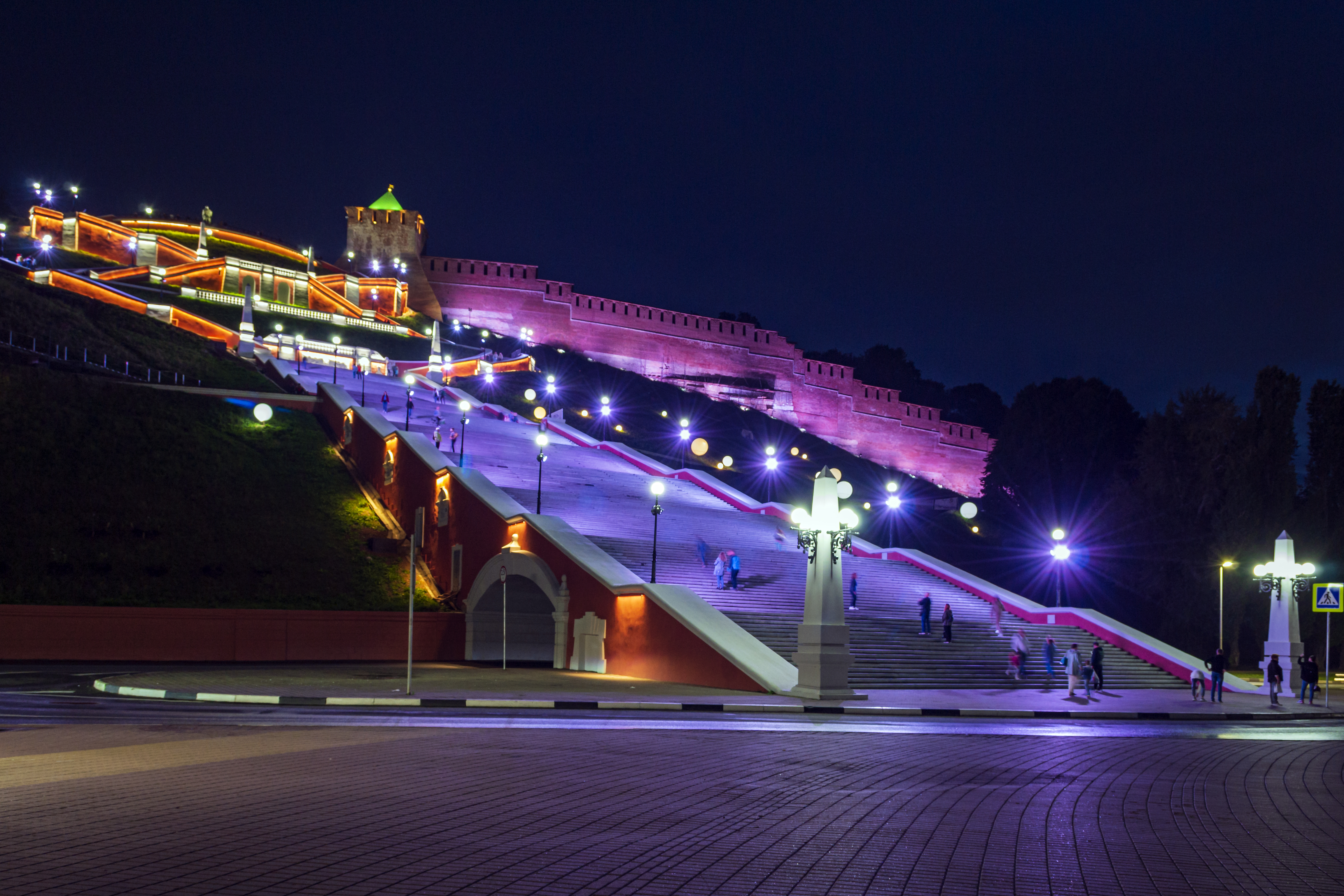
Чкаловські сходи в Нижньому Новгороді

У листопаді 1930 року Чкалов був відновлений у військовому званні та направлений на роботу в московський Науково-дослідний інститут ВПС РСЧА.
За два роки роботи в НДІ він здійснив понад 800 випробувальних польотів, освоївши техніку пілотування 30 типів літаків. 3 грудня 1931 року Чкалов брав участь у випробуваннях авіаматки (повітряного авіаносця), що являла собою важкий бомбардувальник, який ніс на своїх крилах та фюзеляжі до п'яти літаків-винищувачів.
1932 року НДІ ВПС був переведений з Ходинського поля в Москві на аеродром в районі міста Щолково Московської області. Перебазування з буденної події перетворилося на перший в СРСР повітряний парад з прольотом над Червоною площею. 45 літаків летіли колоною по три машини в ряд, а на чолі йшов бомбардувальник ТБ-3 з бортовим номером 311, керований екіпажем Валерія Чкалова.
З січня 1933 року Валерій Чкалов знову в запасі та переведений на роботу льотчиком-випробувачем Московського авіаційного заводу № 39 імені Менжинського. Спільно зі своїм старшим товаришем Олександром Анісімовим випробував новітні літаки-винищувачі 1930-х років І-15 (біплан) та І-16 (моноплан) конструкції Полікарпова. Він також брав участь у випробуваннях винищувачів танків «ВІТ-1», «ВІТ-2», а також важких бомбардувальників «ТБ-1», «ТБ-3», великої кількості досвідчених та експериментальних машин ОКБ Полікарпова. Автор нових фігур вищого пілотажу-висхідного штопора та уповільненою бочки.
5 травня 1935 року авіаконструктор Микола Полікарпов та льотчик-випробувач Валерій Чкалов за створення найкращих літаків-винищувачів були нагороджені найвищою урядовою нагородою-орденом Леніна. 1936 року вступив до лав КПРС.

### Рекордні перельоти

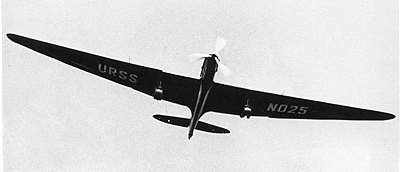
АНТ-25 в польоті

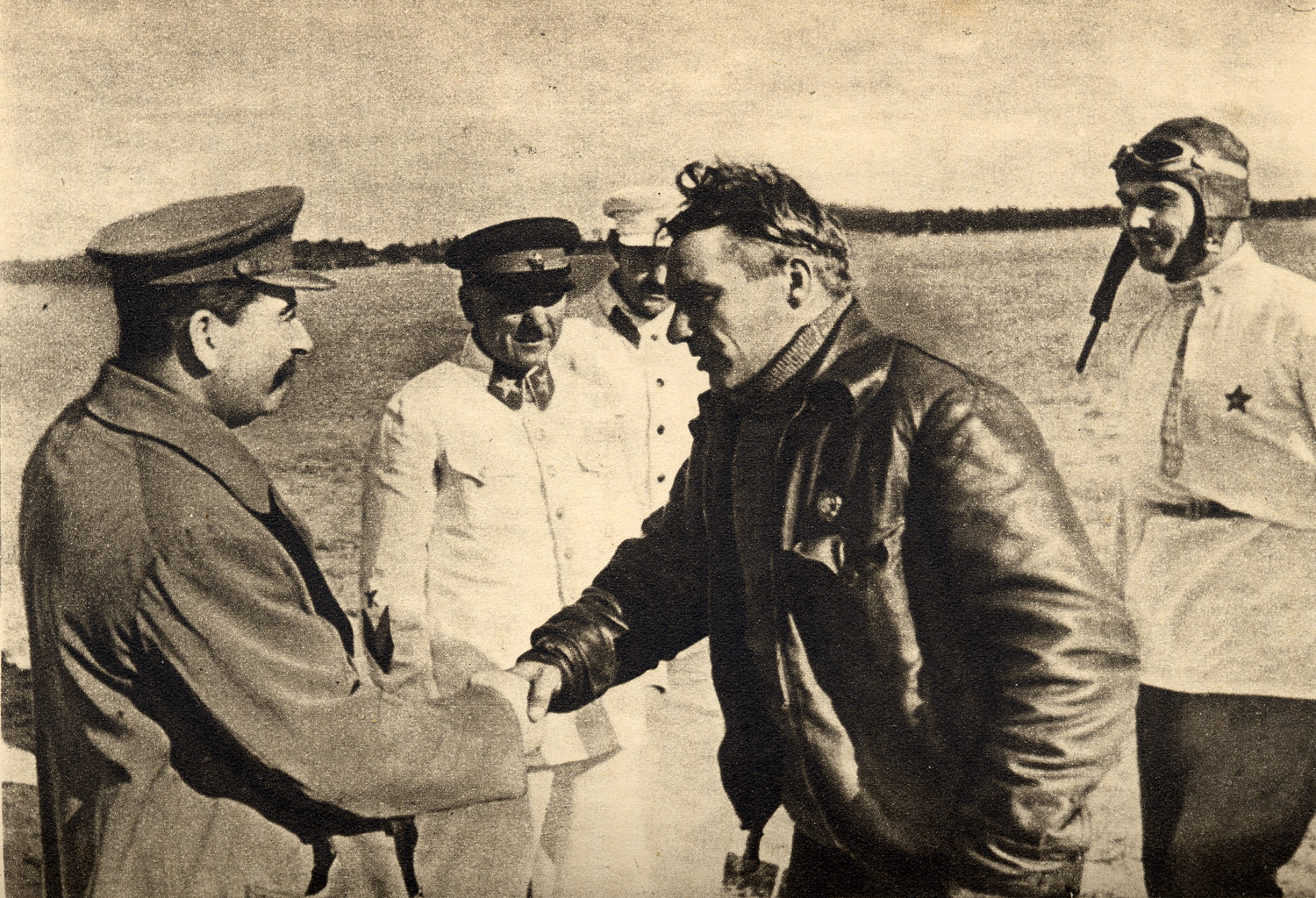
Сталін, Ворошилов, Каганович, Чкалов і Бєляков. Зустріч після перельоту на Далекий Схід. Щелковський аеродром, 10 серпня 1936 р.

Разом з Г. П. Байдуковим і О. В. Бєляковим Валерій Павлович Чкалов здійснив безпосадочні перельоти: 20—22 липня 1936 року з Москви до Петропавловська-на-Камчатці і далі на острів Удд (тепер острів Чкалова) і 18—20 червня 1937 року — з Москви до Ванкувера (штат Вашингтон, США) через Північний полюс.
Випробував літаки різних типів і конструкцій. Із січня 1933 шеф-пілот в КБ Полікарпова. Випробував основні радянські винищувачі 30-х років: І-15, І-16 та І-153 «Чайка».

### Загибель Чкалова
Чкалов загинув 15 грудня 1938 року при проведенні першого випробувального польоту на новому винищувачі І-180 на Центральному аеродромі.

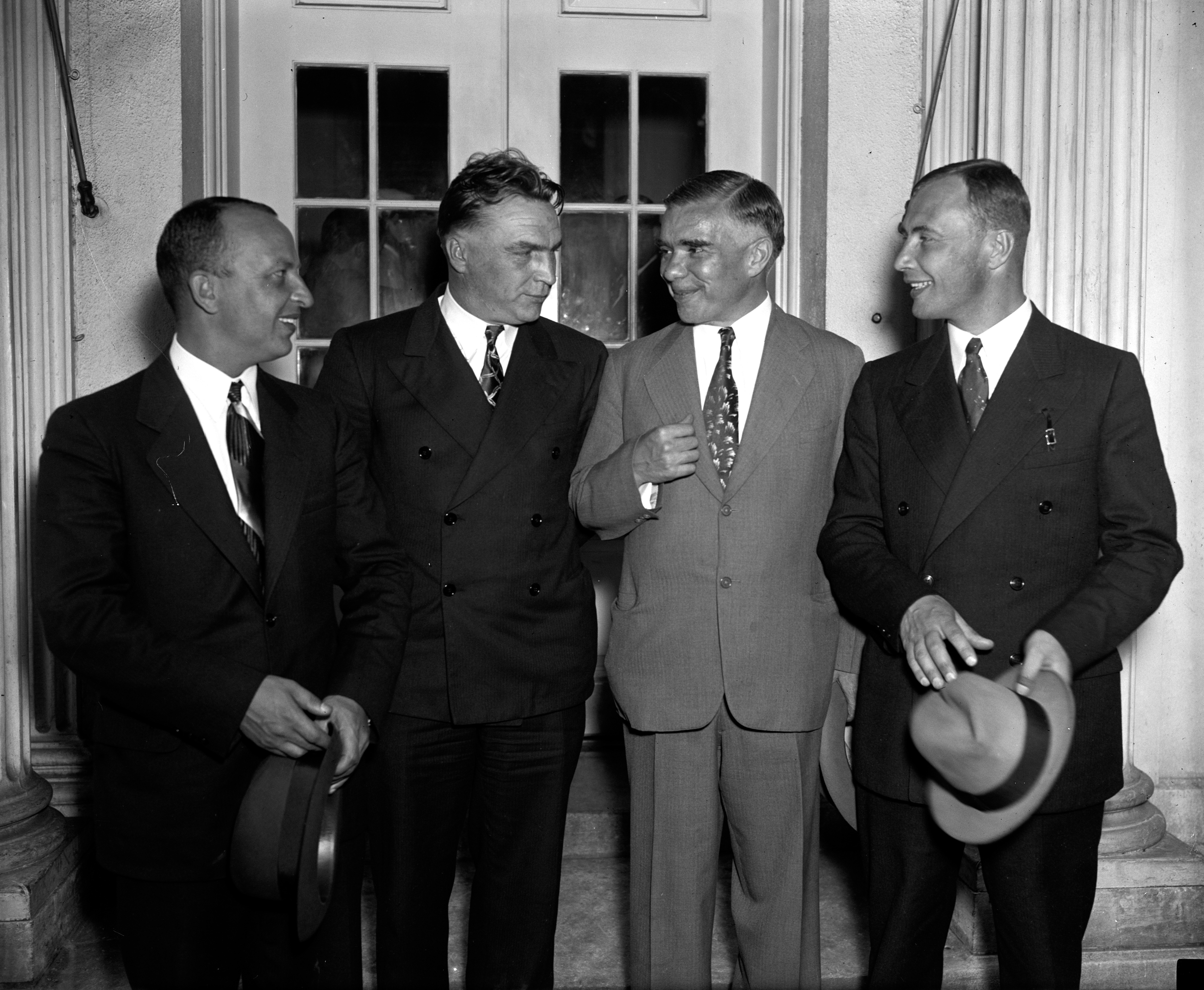
Байдуков, Чкалов, повпред СРСР Трояновський і Бєляков після прийому у президента США Рузвельта в Білому Домі. 28 червня 1937 р.

Політ готувався поспіхом, щоб встигнути до кінця року. Випуск літака на аеродром призначався на 7 листопада, 15 листопада, 25 листопада… 2 грудня на зібраній машині було виявлено 190 дефектів. Н. Н. Полікарпов протестував проти непотрібної гонки при підготовці І-180 до першого вильоту, через що був відсторонений від цих робіт. 7 грудня І-180 вивезли на аеродром; 10 грудня В. П. Чкалов виконав руління літака по землі, при якій мотор часто «глох»; 12 грудня при повторному рулінні зламалася тяга управління газом мотора.
13 грудня Полікарпов представив програму випробувань І-180: польотне завдання наказувало здійснити пробний політ по колу протягом 10—15 хвилин без прибирання шасі; потім після ретельного огляду всієї машини здійснити ознайомлювальний політ і 1-2 польоти по 30—68 хвилин; нарешті політ з прибраним шасі до висоти 7000 метрів. Валерій Чкалов повинен був зробити лише перший, найдорожчий з оплати, політ, після чого машина переходила в руки іншого льотчика-С. П. Супруна.
За спогадами Д. Л. Томашевича, цього дня температура повітря була «близько мінус 25 °C… Полікарпов нібито відмовляв Чкалова вилітати, але той не погодився». Вже при заході літака на посадку двигун М-88 зупинився. Чкалов, як зазначено було в акті комісії з розслідування причин аварії, «до останнього моменту керував літаком та намагався сісти і сів поза площею, зайнятою житловими будинками». Але при посадці літак зачепився за дроти та стовп, а льотчик вдарився головою об металеву арматуру, що опинилася на місці падіння. Через дві години він помер у Боткінській лікарні від отриманої травми.
Похований Валерій Чкалов у Москві, урна з його прахом встановлена в Кремлівській стіні. Поблизу місця катастрофи літака Чкалова встановлено пам'ятний камінь. Знаходиться поблизу будинку № 52, корп. 2 по Хорошовскому шосе.
Після загибелі Чкалова було заарештовано кількох керівників авіаційного заводу, причетних до організації цього польоту, вони були засуджені до тривалих термінів позбавлення волі за випуск в політ літака з численними несправностями, що спричинило загибель льотчика.
 Наказ НКО N 070 від 4 червня 1939

 … Число льотних пригод 1939 року, особливо в квітні та травні місцях, досягло надзвичайних розмірів. За період з 1 січня до 15 травня сталося 34 катастрофи, в них загинуло 70 чоловік особового складу. За цей же період сталося 126 аварій, в яких розбитий 91 літак. Тільки за кінець 1938 і в перші місяці 1939 рр. ми втратили 5 видатних льотчиків-Героїв Радянського Союзу, 5 найкращих людей нашої країни — тт. Бряндінський, Чкалова, Губенко, Сєрова та Поліну Осипенко.
Ці важкі втрати, як і переважна більшість інших катастроф та аварій, є прямим результатом:

а) злочинного порушення спеціальних наказів, положень, льотних настанов та інструкцій;..
…
е) найголовніше, неприпустимого ослаблення військової дисципліни в частинах Військово-Повітряних Сил та розхлябаності, на жаль, навіть серед найкращих льотчиків, не виключаючи й деяких Героїв Радянського Союзу…
2. Герой Радянського Союзу, відомий всьому світу своїми рекордними польотами, комбриг В. П. Чкалов загинув лише тому, що новий винищувач, який комбриг Чкалов випробував, був випущений у випробувальний політ в абсолютно незадовільному стані, про що Чкалов був повністю обізнаний. Більше того, дізнавшись від працівників НКВС про стан цього літака, т. Сталін особисто дав вказівку про заборону т. Чкалову польотів надалі до повного усунення недоліків літака, проте комбриг Чкалов на цьому літаку з не усуненими повністю дефектами через три дні не лише вилетів, але почав здійснювати свій перший політ на новому літаку та новому моторі поза аеродромом, внаслідок чого, внаслідок вимушеної посадки на невідповідно захаращеній місцевості, літак розбився і комбриг Чкалов загинув.

#### Альтернативні версії
Висловлювалися сумніви в істинності офіційної історії загибелі Валерія Чкалова: нібито незрозуміло, чому дослідний зразок бойового літака злітав з Центрального аеродрому на Ходинському полі, тобто з смуги цивільного аеропорту, і як він туди потрапив. Завод, який випустив дослідний зразок І-180, існує й зараз. Це завод імені Хрунічева у Філівській заплаві. Злітно-посадкова смуга закритого заводського аеродрому під охороною розташовувалася там, де зараз проходить Філевський бульвар (розташування заводських корпусів та бульвару достатньо характерні і досі не втратили слідів планування колишнього авіапромислового об'єкта). Ці сумніви — плід незнання історії авіації: 1938 року аеродром на Ходинському полі був Центральним аеродромом ім. Фрунзе. Крім польотів пасажирських літаків, він був і заводським аеродромом для трьох заводів та кількох ОКБ. У тому числі — і ОКБ Полікарпова. Нині це завод ім. П. О. Сухого.
Згідно з версією, викладеною дочкою Чкалова, Валерією Валеріївною у фільмі телепроєкту «Шукачі» «Полювання на Чкалова», в загибелі льотчика винні НКВС, а також Йосип Сталін та Лаврентій Берія, які свідомо підводили Чкалова до смерті під час випробувального польоту (напр., дозвіл на виліт несправного літака, зріз жалюзі у мотора).

## Нагороди
- Медаль «Золота Зірка» Герой Радянського Союзу (24.07.1936, заснована в 1939 році, уже після смерті Чкалова; вручена його дітям у 2004 році)
- Два ордена Леніна (5.05.1935, 24.07.1936)
- Орден Червоного Прапора (липень 1937)
- Медаль «XX років РККА» (лютий 1938)

## Твори
- Наш трансполярный рейс Москва — Северный полюс — Северная Америка. — М.: Госполитиздат, 1938.
- Моя жизнь принадлежит Родине. Статьи и речи. — М., 1954.
- Наш полет на АНТ-25. — М.: Биб-ка «Огонек» № 59 (974), 1936.
- Высоко над землей. Рассказы летчика. — М.-Л.: Детгиз, 1939.

## Пам'ять

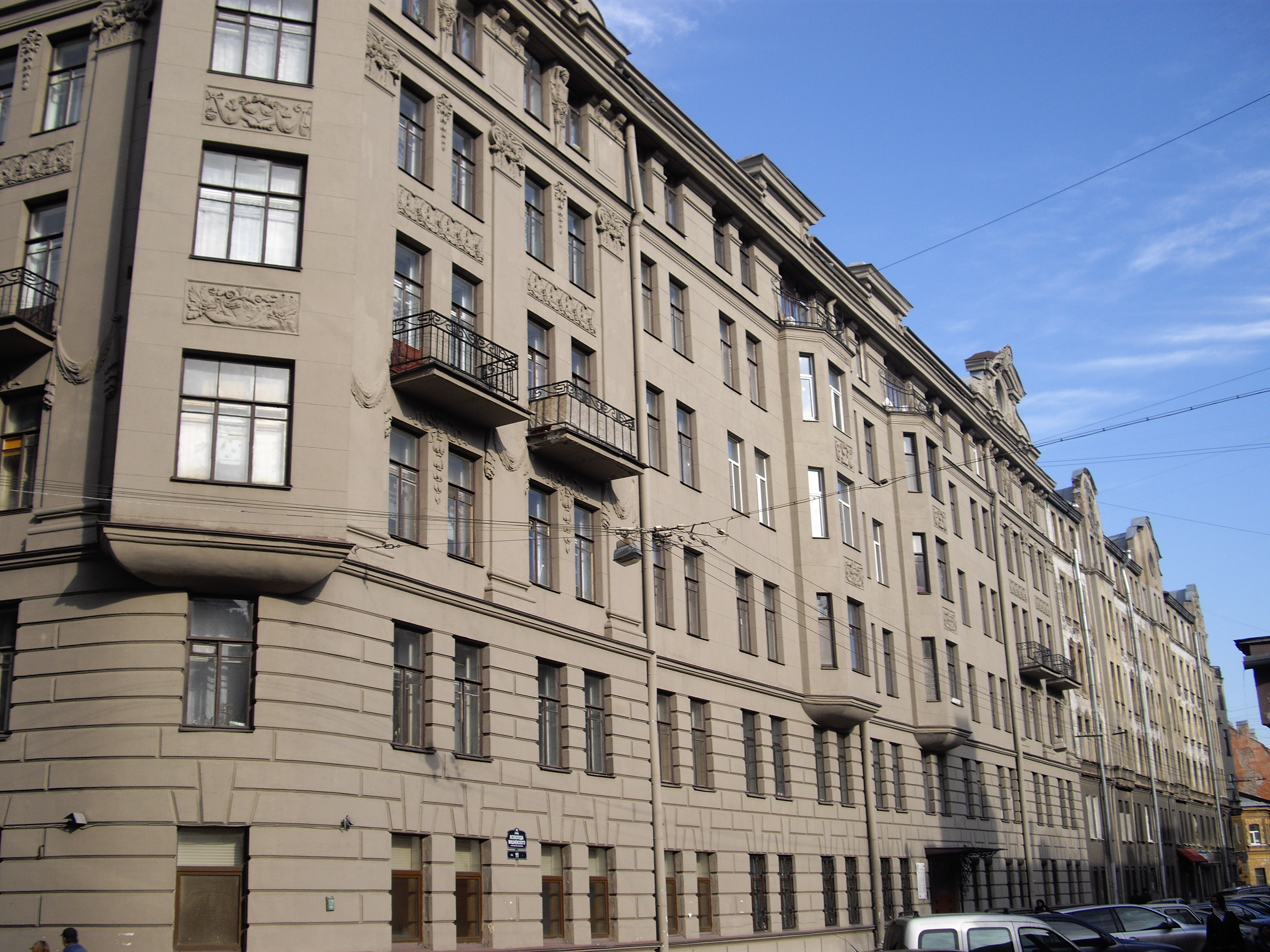
Вулиця Всеволода Вишневського (Санкт-Петербург), будинок 11, в якому жив Валерій Чкалов. Вид в сторону Чкаловського проспекту. На будинку встановлено меморіальну дошку

### Музей
- Меморіальний музей В. П. Чкалова в м. Чкаловськ Нижегородської області.

### Названі на честь Чкалова
- На його честь названо астероїд 2692 Чкалов[9].
- З 1938 по 1957 роки ім'я Чкаловської носила Оренбурзька область.
- Населені пункти:
  - Місто Чкаловськ в Согдійській області Таджикистану.
  - Село Чкалове в Північноказахстанській області Казахстану,
  - Селище Чкаловський (Московська область),
  - Селище Чкаловськ (Калінінградська область),
  - З 1938 по 1957 рр. місто Оренбург називався Чкаловим.
  - Село Чкаловське (Приморський край)

### Пам'ятники
- - У Кстово, Санкт-Петербурзі (два бюста на Чкаловському проспекті і меморіальна дошка на будинку, де жив Чкалов), Новосибірську, Хімках[10].
  - Меморіальна дошка в Гатчині, на будинку № 4 по Червоноармійському проспекту, в якому Чкалов жив в 1926—1928 роках[11].
  - Меморіальна дошка в Петрозаводську (відкрита 31 травня 2013 року)[12].
  - Кілька пам'ятників встановлені в Нижньому Новгороді[13].
  - Бюст в парку «Крила Рад» авіабудівної району Казані.
  - Бронзовий бюст на території Севастопольського Авіаційного підприємства.
  - Бронзовий бюст біля входу в боїнговий авіамузей в Сіетлі.
  - Бронзова скульптура заввишки в шість метрів на семиметровому п'єдесталі встановлена в 1954 році на набережній річки Урал в Оренбурзі[14].
  - Бронзовий пам'ятник у м. Жуковському. Встановлено на початку вулиці, яка названа на честь В. П. Чкалова. На одному з будинків цієї вулиці, укріплена пам'ятна мармурова плита з короткою інформацією про В. П. Чкалова і його героїчних перельотах.
  - У Новосибірську пам'ятник перед будівлею управління авіаційного заводу (НАПО ім. В. П. Чкалова).
  - Пам'ятник на залізничній станції Береза-Картузька, в селі Першотравнева, Брестської області. Єдиний пам'ятник Чкалову в Білорусі[15]. Згідно з табличкою на п'єдесталі "пам'ятник встановлено на честь зупинки тут В. Чкалова разом з Г. Байдуковим і Белякова в 1937 році по дорозі на Батьківщину після історичного перельоту через Північний полюс[16]. За іншою версією, визначальним у виборі місця для встановлення пам'ятника став той факт, що в селі Першотравнева (тоді — Блудень) народився бортмеханік літака АНТ-25 Василь Бердник[15][17].

Демонтовані
- У Києві пам'ятник В.П. Чкалову стояв у сквері його імені (з 2023 року — Літературний сквер) на вулиці Чкалова, навпроти будівлі (вул. Олеся Гончара, 55-А), де в 30-х —50-х роках ХХ століття містився штаб Військово-повітряних сил КОВО / КВО[18]. Відкрито в 1981 році. Автори пам'ятника: скульптор Володимир Небоженко, архітектор Володимир Положій[19][20]. Являв собою бетонну, вкриту бронзовою фарбою статую на постаменті, облицьованому гранітом. Демонтовано рішенням Київради 8 лютого 2023 року[21], скульптуру перенесено до Державного музею авіації України.

Галерея
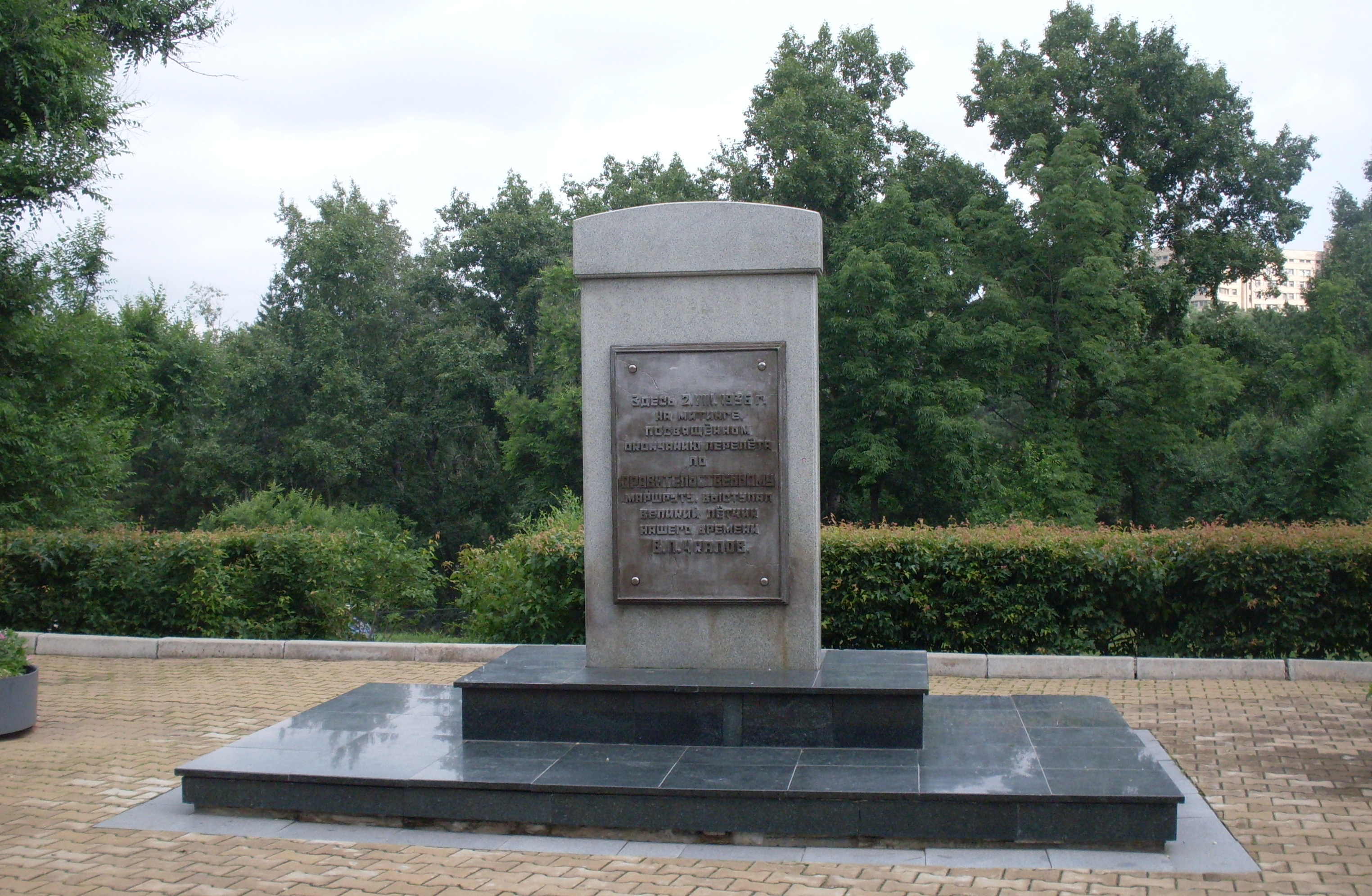
Пам'ятний знак у Хабаровську на місці, де В. П. Чкалов виступав 2 серпня 1936 р. на мітингу, присвяченому закінченню безпосадкового перельоту по «урядовому» маршруту
Пам'ятник В.П.Чкалову в парку ім. Лазаря Глоби в Дніпрі (демонтовано 26 грудня 2022 р.)
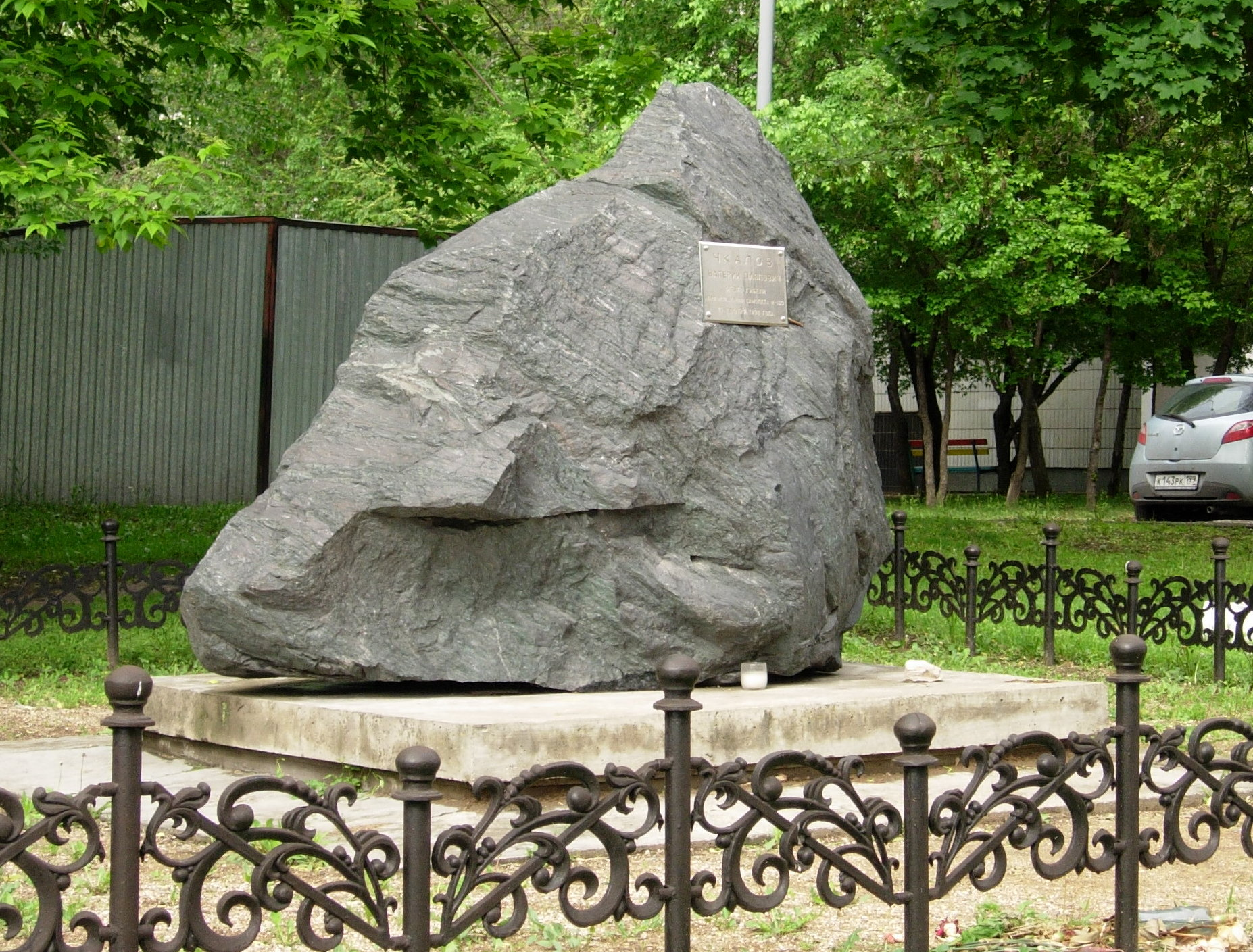
Місце падіння літака Чкалова на Ходинському полі в Москві
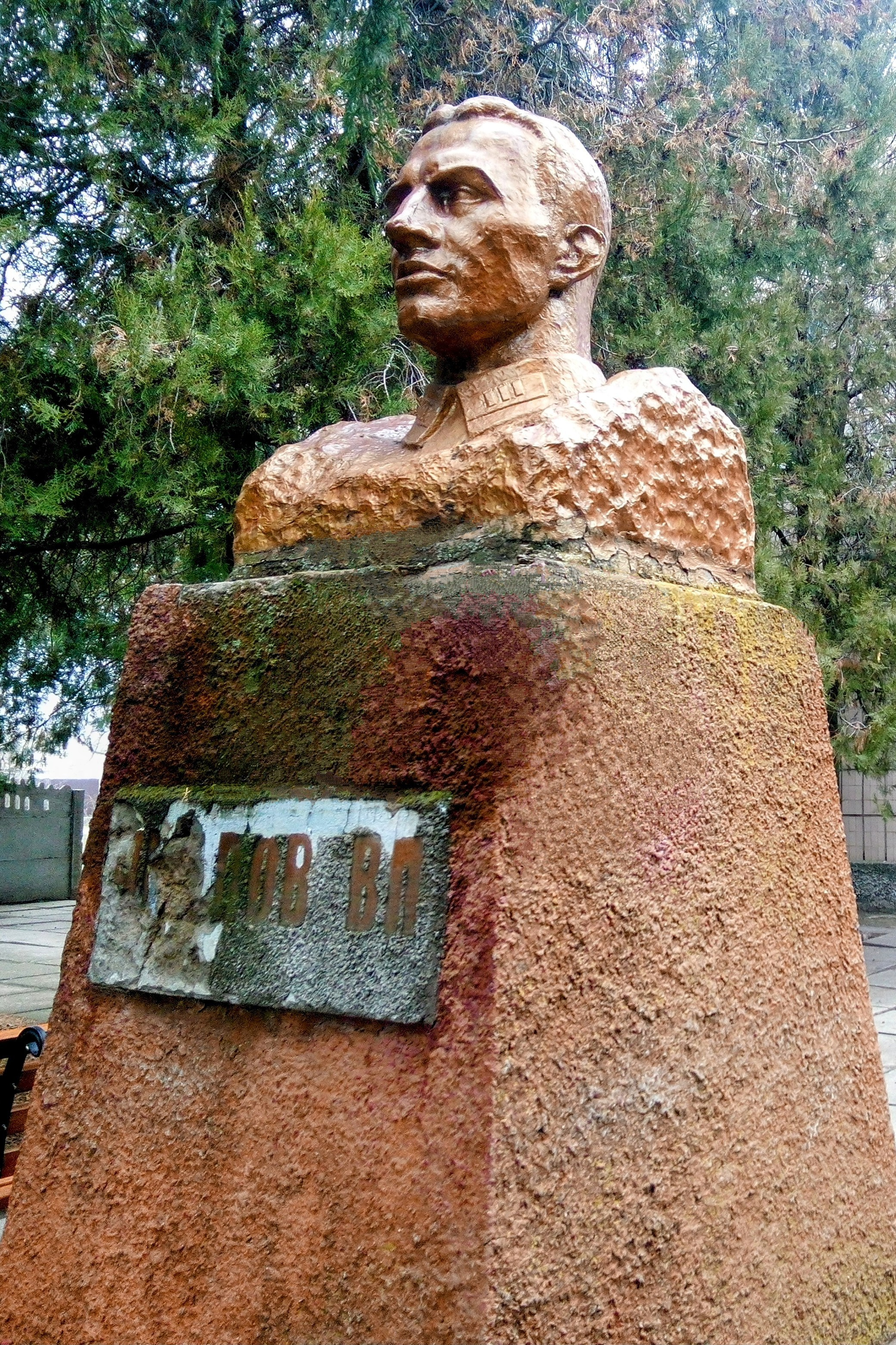
Погруддя Чкалову в с.Благодатне Генічеського району

### У філателії і монетах
- Банк Росії випустив пам'ятні монети: в 1995 році — «трансарктичний переліт В. П. Чкалова»; в 2004 році — «100-річчя від дня народження В. П. Чкалова».
- Поштою Росії в 2004 році випущена марка «Льотчик-випробувач В. П. Чкалов».

#### Світлини

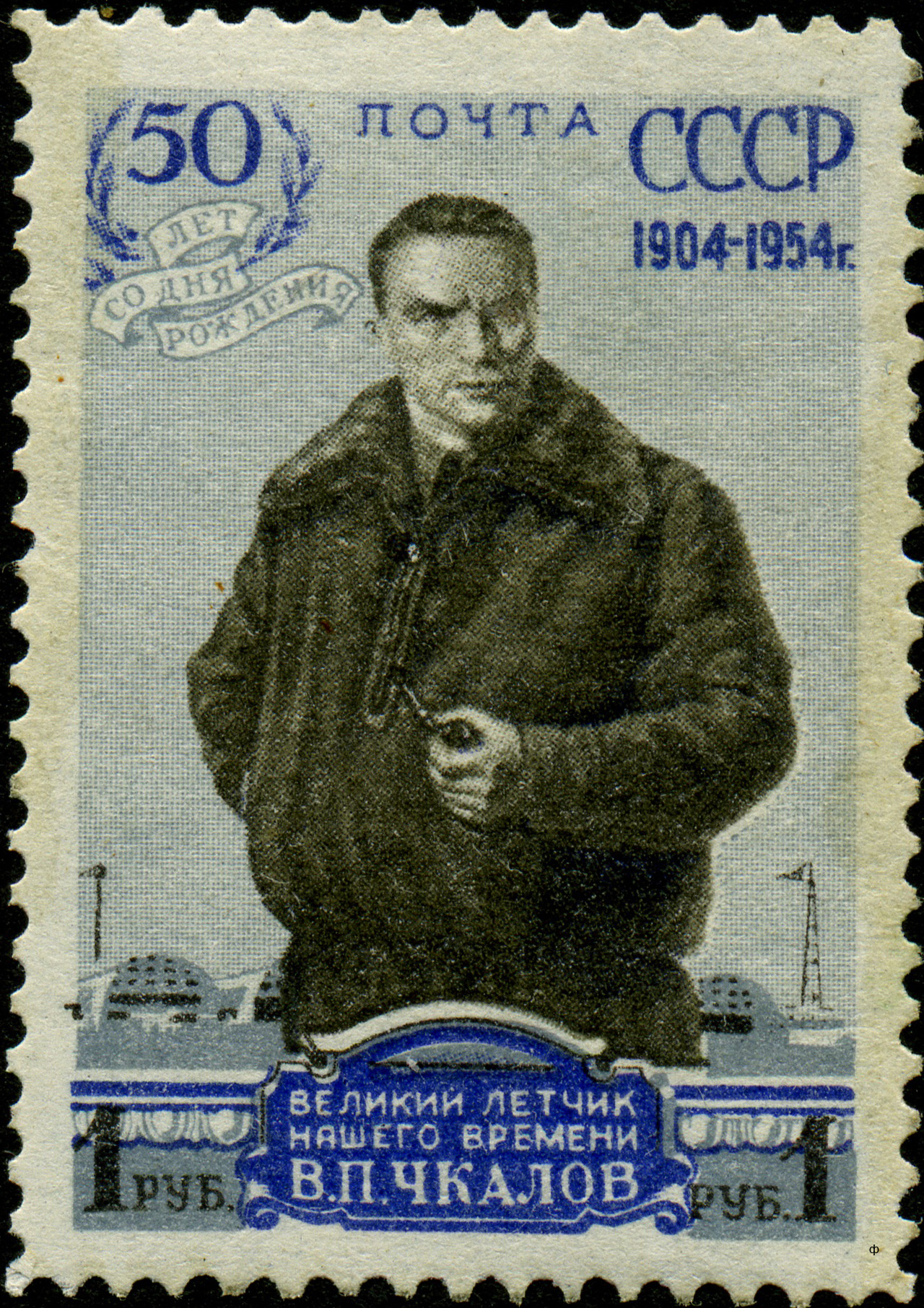
Поштова марка СРСР, 1954 р.
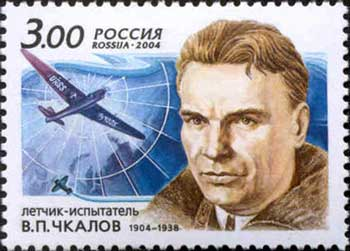
Поштова марка Росії, 2004 р.
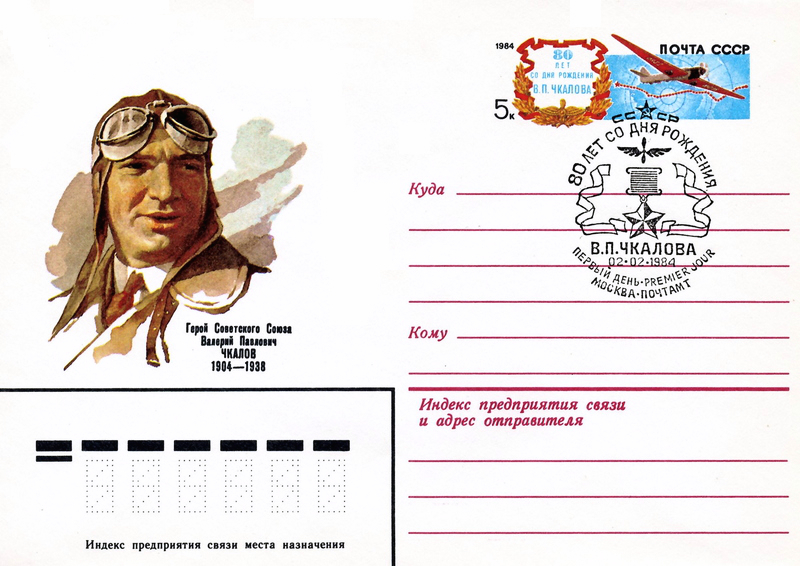
Поштовий конверт СРСР, 1984 р.
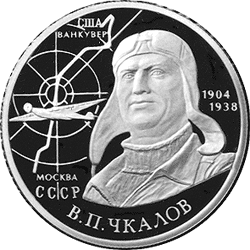
Пам'ятна монета Банка Росії, присвячена 100-річчю з дня народження В. П. Чкалова. 2 карбованця, срібло, 2004 р.

### Інше
- 20 травня 1974 року в Ванкувері (штат Вашингтон, США) був створений Чкаловський комітет Трансполярного перельоту — громадська некомерційна організація, до якої увійшли представники ділових кіл та місцевої еліти. 20 червня 1975 в цьому місті «на знак поваги до великого російського народу» був відкритий пам'ятник, названий Чкаловський монументом[22].
- У 1986 році з нагоди 50-річчя перельоту Москва — острів Удд, на острові був встановлений пам'ятник його учасникам[23].
- Борис Гребенщиков написав пісню «Під мостом, як Чкалов».
- Відома Нижегородська рок-група носить ім'я «Чкалов».
- Валерій Павлович Чкалов — єдиний реальний персонаж мюзиклу «Норд-Ост». Творці вистави зобразили великого льотчика сильною і чуйною людиною, котра погодилася допомогти головному герою — Сані Григор'єву у здійсненні експедиції з пошуку корабля «Свята Марія».

## Джерело
- Чкалов Валерій Павлович (рос.). // Сайт «Герои страны».
- Українська радянська енциклопедія : у 12 т. / гол. ред. М. П. Бажан ; редкол.: О. К. Антонов та ін. — 2-ге вид. — К. : Головна редакція УРЕ, 1985. — Т. 12 : Фітогормони — Ь. — 568, [4] с., [26] арк. іл. : іл., портр., карти + 1 арк с., стор. 329